# میلنکو باییچ
میلنکو باییچ (انگلیسی: Milenko Bajić؛ ۲۰ اوت ۱۹۴۴ – ۲۴ آوریل ۲۰۰۹) بازیکن فوتبال اهل یوگسلاوی بود.
از باشگاه‌هایی که در آن بازی کرده‌است می‌توان به باشگاه فوتبال سیون و باشگاه فوتبال سارایوو اشاره کرد.
وی همچنین در تیم ملی فوتبال یوگسلاوی بازی کرده‌است.